# 交換工学
交換工学（こうかんこうがく）は、通信工学の一分野であり、電気通信における交換機能を対象とした工学である。

## 概要
交換は複数の通信主体(電話をかける人、パソコン、自動化された装置等々、様々な形態がある)が相互に通信するときに、
相手を選択して情報を選択的に届けることである。
このための機能として、交換機単体で行う経路選択、呼接続制御などの他、通信システム全体でのアドレス計画、網トポロジー計画なども含まれる。

## 主な機能
交換機能として扱われる主な機能として、次の項目がある。
- 経路選択 : 伝送路の効率的な運用のために経路選択を行う。
- 呼接続制御： 電話のような呼の概念がある通信に対して、呼の状態を管理する。
- 故障検出 : 故障を検出し、代替機への切換え・縮退運転、警報を発するなどの動作を行う。
- 輻輳処理 : 通信集中時に優先通信用の帯域の確保、優先順位の低い通信の制限を行う。
- 料金計算 : サービス種別・通信時間・通信距離などを積算し料金計算を行う。